# 小野英昭
小野 英昭（おの ひであき、1962年8月31日 - ）は、日本の男性声優。東京都出身。

## 概要
所属は江崎プロダクション→フリー。
2000年頃にフリーになっていたため、『サクラ大戦』シリーズの白銀の羅刹は『サクラ大戦TV』及び『サクラ大戦 〜熱き血潮に〜』では江川央生が引き継ぎ、『パチスロサクラ大戦〜熱き血潮に〜』では収録済の音源を流用した。

## エピソード
高校時代に手塚プロでアシスタントのアルバイトをしていた関係で、坂口尚と親交があった。その坂口の紹介で宮崎駿と出会う。その当時劇団の旗揚げを目指していて、宮崎に何かいい劇団名はないかと聞いたところ「スタジオジブリ」をやると言われたというエピソードがある。宮崎は『風の谷のナウシカ』で映画製作に嫌気がさしていて、スタジオジブリを解散するつもりだったが、資金回収のために『天空の城ラピュタ』を製作せざるをえなくなり、ジブリは継続することになった。「スタジオジブリ」の名で劇団を旗揚げしたものの、宮崎の「ジブリ」とかぶることになり大変困ったと語っている。
『ザ・ロック』でゲイの美容師の吹替を担当した際、吹替をする俳優の演技を汲まずに過剰なオカマ演技でアフレコ、小野の演技を見た共演者の若山弦蔵から「いかにも「あたしはオカマよ」みたいにやる必要はない」と指導された。

## 出演

### 吹き替え

#### 映画・ドラマ
- インディ・ジョーンズ/若き日の大冒険
- サンタバーバラ（ダンテ）
- キラークロコダイル（ジェフ）
- シャーロックホームズ（エリオット）
- 三国志演義（凌統）
- 冒険野郎マクガイバー（サンダンス、チーツ）
- リトルマーメイド（トリトン）
- アウトブレイク ※ビデオ版
- 青いドレスの女（ノーマン〈ブレンダン・ケリー〉）
- アサシン ※ソフト版
- アメリカン・プレジデント
- イレイザー（フレディアーノ、マイク）※ビデオ版
- D2 マイティ・ダック（ウェイン・グレッキー）
- ウエィングレッキ（ジョー、パグウェル、スコティ・ピッペン、アポール、ファーガス、ヨセフ、ラーキー、マクドゥール、デクスター、警官、消防士 他）
- オズの魔法使 ※ビデオ版
- クライム・ストーリー（スティーブン・コルド〈ジェイ・O・サンダース〉）
- クリムゾン・タイド ※ビデオ版
- ザ・ロック（コックス〈ブレンダン・ケリー〉）
- シークエスト（ライリー、ラム、オバトゥ 他）
- シークエスト2（ダグウッド）
- ザ・シークレット・サービス
- ザ・シークレット・ハンター（ジャグ）
- 死の標的（ジャマイカギャング）※テレビ朝日版
- シンドラーのリスト
- メルローズプレイス
- ダーク・ハーフ ※ソフト版
- チェーン・リアクション（ジェームス・ワシントン）※ビデオ版
- 沈黙の要塞（ジョニー・レッドフェザー）※テレビ朝日版
- ティン・カップ（フリント）
- ドラキュリアン（フランケン）
- 永遠に美しく… ※日本テレビ版
- ハード・ターゲット（チンピラ）※フジテレビ版
- ハードネス ※ビデオ版
- バックドラフト ※フジテレビ版
- バットマン ※テレビ朝日版
- パワーレンジャーシリーズ
  - パワーレンジャー（クラゲモンスター）
- フェア・ゲーム
- 不機嫌な赤いバラ
- フルハウス（ラニー、ブレインテッド、友人）
- フレンズ（ピートリー、係官、脚本家）
- 暴走特急 ※ビデオ版
- ホット・ショット ※テレビ朝日版
- ポルターガイスト ※テレビ朝日版
- マスク
- ガンメン（ローズ）
- 流血の絆（ダニー）
- 勇気あるもの
- ラスト・ボーイスカウト（ビリー・コール（ビリー・ブランクス）、ベイナード議員のボディガード）※日本テレビ版
- ジャーニー・オブ・ホープ（エクレム）※テレビ東京版
- 危険な遊び（コーチ）
- ロバと少年
- ワイアット・アープ ※ソフト版

#### アニメ
- トムとジェリーキッズ
- バットマン

### テレビアニメ
1992年
- カリメロ（警部、ふくろう先生、市長、悪い宇宙人）
- それいけ!アンパンマン（犬のおまわりさん）

1993年
- コボちゃん（男 他）

1994年
- おまかせスクラッパーズ（社長）
- BLUE SEED（礼子の父）
- マクロス7（プロデューサー、シティポリス署長）
- 魔法陣グルグル（ククリの父、トラトラ、タテジワネズミ、神官、クロコ、昔の総裁、村人3、闇の男3）
- モンタナ・ジョーンズ（執事）

1995年
- 黄金勇者ゴルドラン（レンドバーグ）
- 闘魔鬼神伝ONI（男C、狩人B、村人A、ボス戦闘員 他）
- 獣戦士ガルキーバ（神城コウ）
- バーチャファイター（タイガー、黒道着、フロントマン）

1996年
- エルフを狩るモノたち（おじさん）
- 天空のエスカフローネ（カッツ、艦長、財務大臣）
- YAT安心!宇宙旅行（男）
- 銀河戦国群雄伝ライ（大禅）

1997年
- マッハGoGoGo（レッド）
- サッカーフィーバー（レオン）

1998年
- 浦安鉄筋家族（校長）

### 劇場アニメ
- MEMORIES「最臭兵器」（1995年、アナウンサー）
- 幕末のスパシーボ（1997年、アメリカ士官）

### OVA
1993年
- 今日から俺は!!（チンピラB）
- ブラック・ジャック（田鷲警部）

1994年
- 銀河英雄伝説

1995年
- 新海底軍艦（チーフ）
- 神秘の世界エルハザード
- 秘境探検ファム&イーリー（老侍従）

1996年
- パンツァードラグーン（兵士）
- BLUE SEED2（礼子の父）

### ゲーム
- ガーディアンヒーローズ（デッドアイ・ガッシュ）
- サクラ大戦（白銀の羅刹）SS版・DC版
- 東京魔人學園剣風帖（岩角、ジル・ローゼス 、若頭）
- Heart of Darkness（モンスター）
- ラグナキュール（ウース）
- ファーランドストーリー 四つの封印（カイゼル、ハイゼル）

### ドラマCD
- 影技・SHADOW SKILL（カイ・シンク）
- 世紀末★ダーリン2（老人）

### CM
- ダンロップ
- イトーヨーカドー

### 舞台
- シンデレラたち（1985年、本多劇場 演出：吉岩正晴）
- 暗闇のシンデレラ（1986年、駒場アゴラ劇場 作・演出：坂口龍之介〈小野英昭〉）
- 明日そこに花を挿そうよ（1988年、シアターグリーン 作・演出：坂口龍之介〈小野英昭〉）
- マリリン（1989年、銀座みゆき館 作・演出：坂口龍之介〈小野英昭〉）
- 山田家の憂鬱（1989年、千本桜ホール 作・演出：坂口龍之介〈小野英昭〉）